# تومبا، مونته‌نگرو
شهر تومبا (به روسی: Томба) در کشور مونته‌نگرو واقع شده‌است. جمعیت این شهر ۱٬۰۸۷ نفر  است.